# Smålom
Smålom (Gavia stellata) är en vattenlevande fågel inom familjen lommar. Den är en utpräglad flyttfågel som främst återfinns i den tempererade regionen på norra halvklotet, i både Nearktis och Palearktis och bland lommarna har den det största utbredningsområdet. 
Med en ungefärlig längd på 60 cm och ett vingspann på cirka 100 cm är arten den minsta och lättaste av lommarna. Vintertid är smålommen gråsvart ovan och vit undertill och i häckningsdräkt anlägger den ett rött parti på halsen. När den flyger har den snabbare vingslag än andra lommar och benen skjuter knappt ut bakom stjärten. Den höjer och sänker ofta huvudet i flykten och flyger i övrigt ofta med sänkt huvud. Hos alla lommar är benen placerade så långt bak på kroppen att de ej kan gå på land utan istället använder dem för att putta sig fram liggande på bröstet. 
Smålommen häckar vid små skogsomslutna vattendrag och övervintrar i kustområden. Den är alla tider på året bunden till vatten och befinner sig bara på land för att häcka. Till skillnad från de andra lommarna kan den häcka flera par tillsammans i närheten av varandra, eftersom boreviret inte är näringsrevir, födan hämtas i större sjöar, floder eller i havet. Fågeln lever i monogama förhållanden och paret hjälps åt att bygga boet, ruva äggen och ta hand om ungarna. Dess huvudsakliga föda utgörs av fisk. Smålommens mycket stora globala population minskar, men inte såpass mycket att arten anses vara hotad.

## Systematik
Smålommen beskrevs första gången taxonomiskt av den danske naturvetaren Erik Pontoppidan 1763. Den är en monotypisk art som trots sitt stora utbredningsområde inte delas upp i några distinkta underarter. Först placerade Pontoppidan arten i släktet Colymbus, vilket var ett släkte som omfattade doppingar såväl som lommar, och som idag inte längre är i bruk. År 1788 delade den tyske naturvetaren Johann Reinhold Forster upp detta släkte och flyttade lommarna till sitt nuvarande släkte. Släktskapet till familjens fyra övriga arter är komplex och smålommen skiljer sig mest från de fyra andra vad gäller morfologi, beteende, ekologi och häckningsbiologi. Trots detta placeras alla fem lommar i samma släkte. Man tror att arten utvecklades i Palearktis och att dess utbredningsområde senare expanderat till Nearktis.

## Utseende och läte

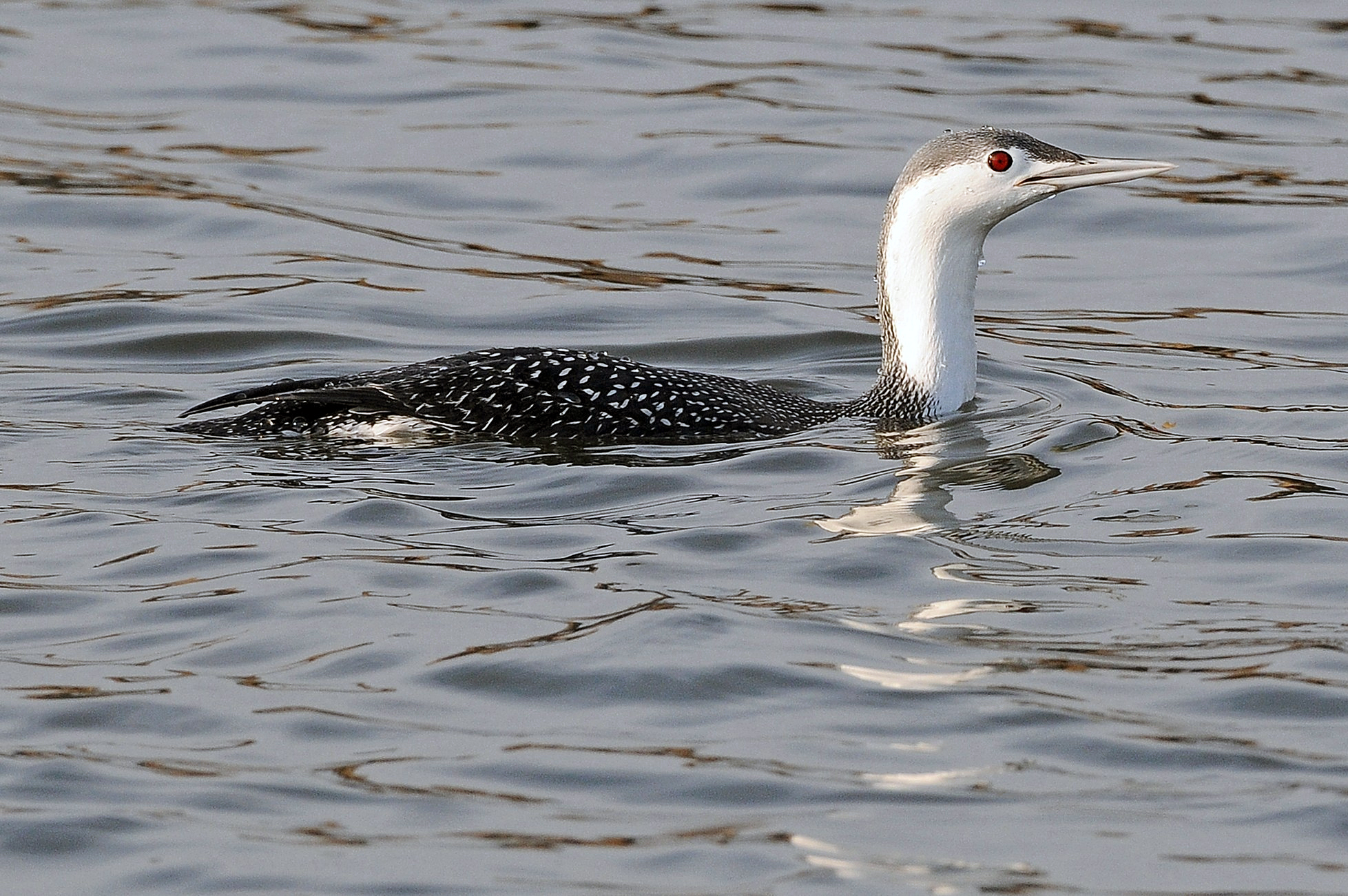
Adult i vinterdräkt.

Smålommen blir 55–67 cm lång, har ett vingspann på 91–110 cm och väger i genomsnitt 1,4 kg. Den är den minsta och lättaste av lommarna. På sommaren är den askgrå på huvud och hals, med en stor rödbrun fläck på framsidan av halsen. Resten av kroppen är mörkt grå med små ljusare fläckar på ovansidan och ljus på undersidan. Simmande håller den ofta huvud och näbb påtagligt uppåtriktade. I vinterdräkten är den mörkgrå med små ljusa prickar på ovansidan. Den har grå hjässa, grå halsbaksida och vit undersida, strupe och ansikte.
Vingslagen är snabbare än de andra lommarnas och benen skjuter i flykten nätt och jämnt ut bakom stjärten. Den höjer och sänker ofta huvudet i flykten och flyger i övrigt ofta med sänkt huvud.

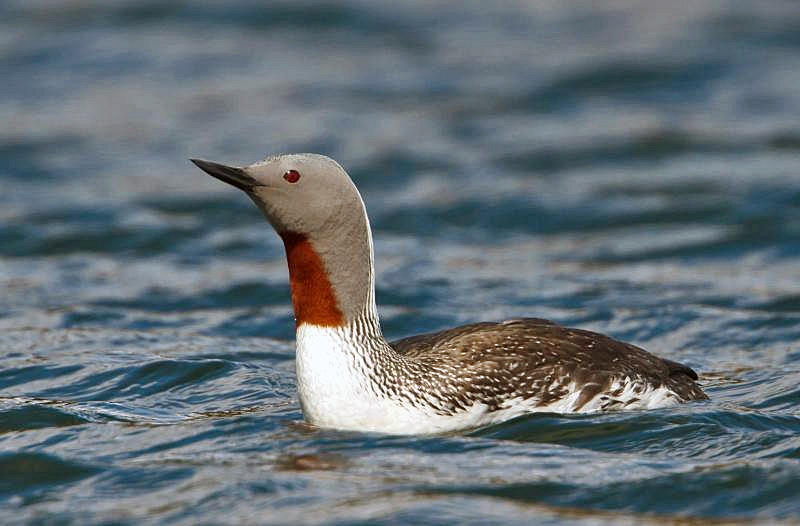
I avelsfjäderdräkten visar den vuxne den röda strupen.

Smålommens typiska profil i flykten.

### Läte
Till skillnad från de andra lommarna har smålommen ett parvis revirrop, vilket hänger ihop med den koloniala häckningen i det nordligaste utbredningsområdet. Hanen ropar a'roo, a'roo, honan ett mera långsträckt aaarooo, aarooo. Samtidigt simmar de ofta gemensamt i en uppåtlyft ställning, plesiosaur race enligt Huxley och gör långa rusningar. Beteendet har feltolkats som parningsspel, men det är ett revirförsvar. Det utförs under hela häckningstiden, mot inkräktare, men kan också utlösas när den ena maken återkommer från en provianteringsutflykt, och inte genast identifieras. Varningslätet är ett djupt skorrande, och i flykten hörs ofta ett kacklande läte.

## Utbredning och biotop
Merparten av alla smålommar är flyttfåglar och förekommer i den tempererade regionen på norra halvklotet i de norra delarna av Europa, Asien och Nordamerika. Populationen som häckar på Kurilerna och på Aleuterna är stannfåglar. De bygger sitt bo vid små skogsomslutna vattendrag, ofta vid gungflystränder med omgivande våtmarker men även vid vattendrag med fasta stränder och stenig botten.
Under vinterhalvåret lämnar alla fåglar sina sötvattensområden och övervintrar i kustområden. Vissa flyttar kortare sträckor medan andra flyttar längre söderut. På vinterhalvåret förekommer smålommen så långt söderut som Mexiko, Medelhavet, Turkiet, Sydkorea, Japan och Taiwan.

### Förekomst i Sverige
Smålommen häckar i norra och mellersta Sverige söderut till en linje från mellersta Dalsland via västra Närke och nordvästra Västmanland till  Gästrikland. Den förekommer även på Sydsvenska höglandet. I fjällen förekommer den upp till björkskogsregionen och den lågalpina regionen. Den högsta koncentrationen förekommer i Värmland, Bergslagen och Dalarna. Vissa övervintrar i de södra delarna av Sverige, medan andra flyttar längre söderut.

## Ekologi

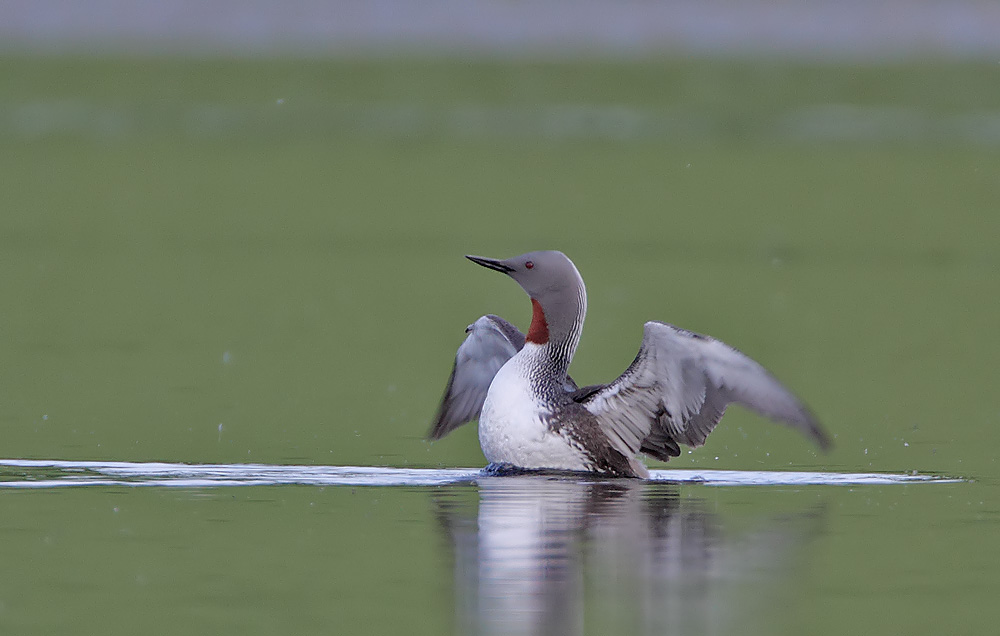
Adult Smålom

Eftersom fötterna är placerade så långt bak på kroppen så kan den inte kan gå på land. Dock använder den fötterna för att putta sig fram, liggande på bröstet. Juvenila fåglar använder denna metod när de ska förflytta sig från häckningsplatsen till större vattendrag, som även omfattar floder och havet. Smålommen är den enda lommen som kan ta till vingar direkt från marken.
Smålommen är en dagaktiv flyttfågel som förflyttar sig en och en eller i mindre, löst sammansatta grupper. Den tenderar att förflytta sig nära kusten istället för längre ute till havs. Den är en kraftfull flygare, och mätningar visar att den kan flyga upp till 75–78 kilometer i timmen. Den anländer ofta till kusten innan häckningsgölen tinat, och landar där samma dag som isen går upp. Som alla lommar genomgår den varje år en komplett ruggning och en partiell ruggning. Under den kompletta ruggningen, då den anlägger sin praktdräkt, förlorar den alla sina ving- och stjärtpennor, och kroppsfjädrar, och blir flygoförmögen i ungefär 3–4 veckor. Till skillnad från andra lommar, som genomgår denna ruggning under senvintern-våren, så genomgår smålommen denna kompletta ruggning någon gång mellan början av augusti och november. På våren genomgår den sedan en partiell ruggning.
Smålommen är långlivad och individer som blir runt 20 år är inte ovanligt. Den äldsta kända smålommen i det vilda, häckade i Sverige, blev 23 år och 7 månader, och dog av oljeskador.

### Föda
De små vattendrag där smålommen ofta placerar sitt bo erbjuder sällan eller aldrig tillräckligt med föda. Lommen måste därför flyga långa sträckor, inte sällan upp till 4–5 km för att få tag på föda, särskilt när ungarna matas. Som de andra arterna inom familjen så är smålommen en utpräglad fiskätare, men den lever också av mollusker, kräftdjur, grodor, vattenlevande ryggradslösa djur, insekter, fiskrom och till och med växtmaterial. Den snappar, snarare än spetsar sitt byte vilket den oftast fångar under vattnet. I vanliga fall använder den bara sina stora fötter för att få kraft att simma under vattnet men den kan också använda sina vingar för att snabbt gira under vattnet eller för att accelerera snabbare. Vid födosök under vatten dyker den mellan 2 och 9 meter djupt och stannar i genomsnitt under vattnet i en minut.
Under de första dagarna efter kläckning matas ungarna med vattenlevande insekter och små kräftdjur av båda föräldrarna. Efter 3–4 dagar övergår födan till småfisk som sväljs hela. Fiskarna hämtas från större sjöar, ofta flera kilometer bort, och fraktas i strupsäcken. Föräldrarna kan mot slutet av ungarnas uppväxt flyga mer än femtio turer per dygn. Efter fyra veckor kan ungarna äta samma föda som sina föräldrar.

### Häckning

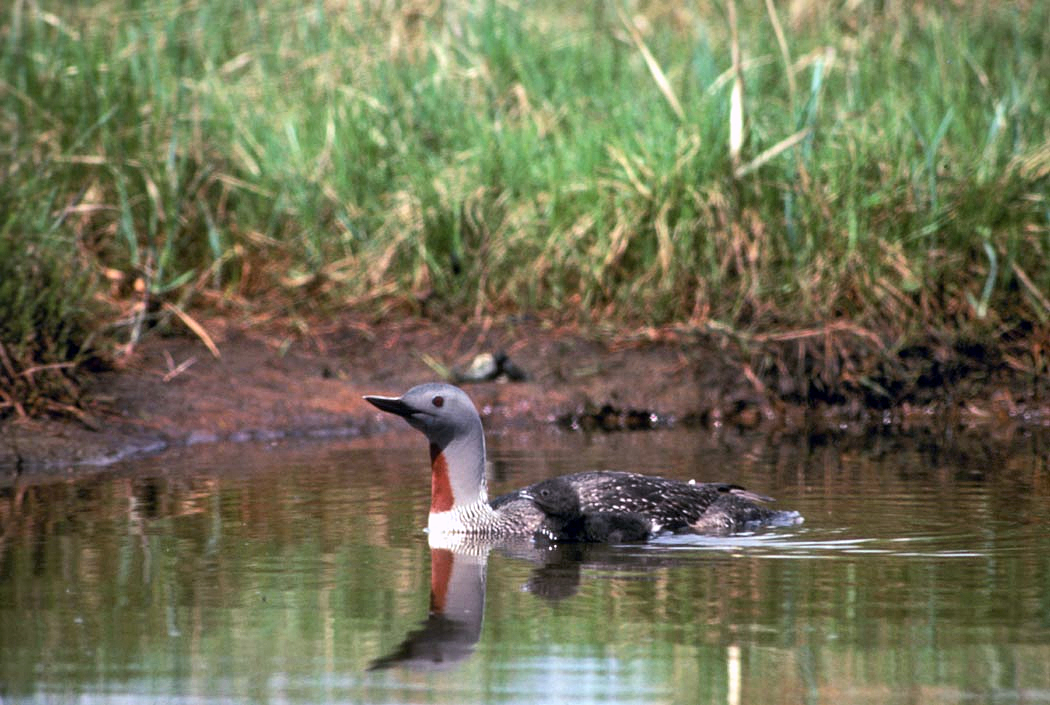
Ungarna är kompetenta simmare och kan följa med sina föräldrar strax efter kläckningen.

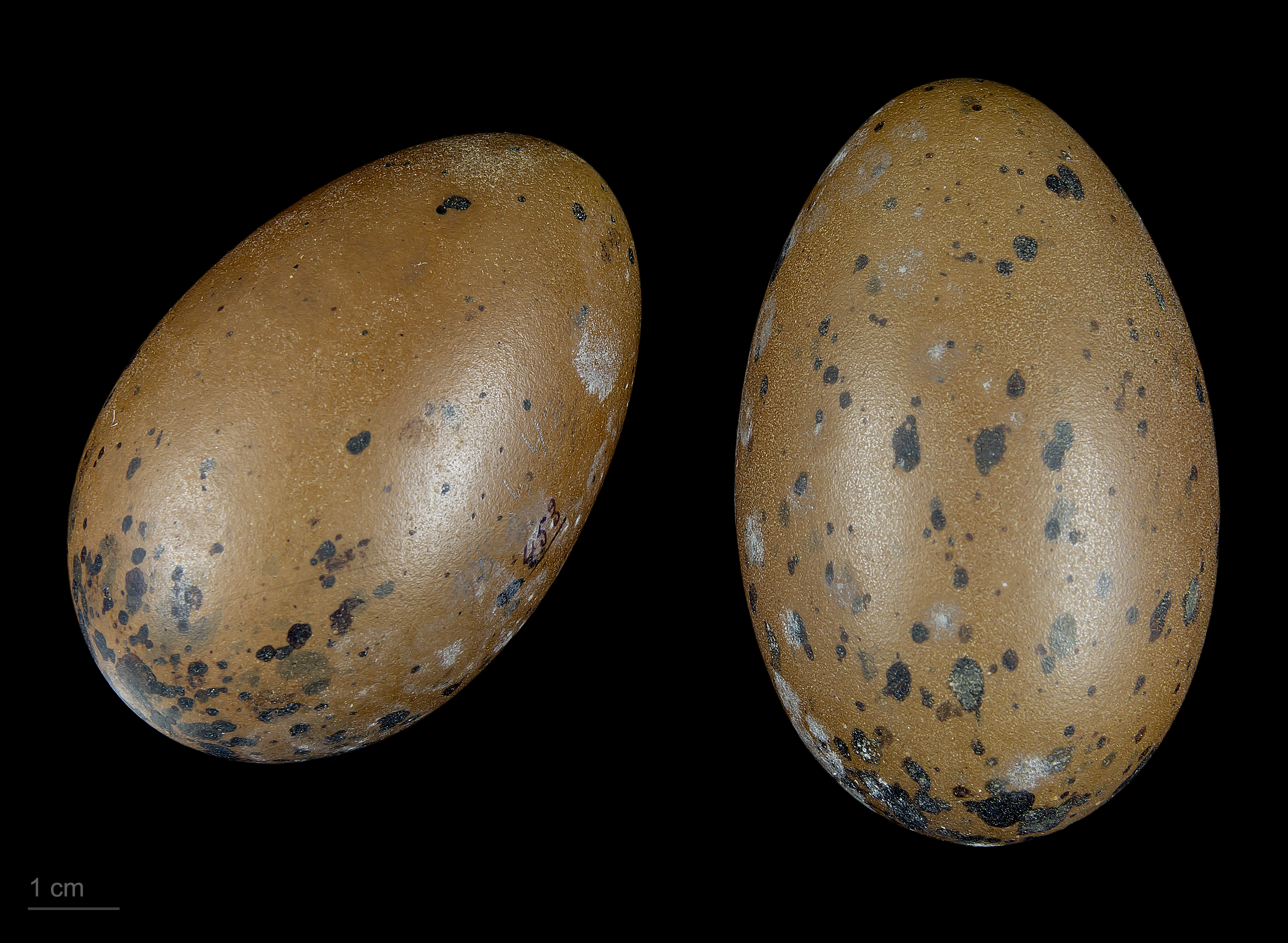
Ägg.

Smålommen blir könsmogen under sitt andra eller tredje år. De är monogama och bildar par som håller ihop under lång tid. Parningen sker på land, utan något inledande parningsspel. I de nordligaste utbredningsområdet förekommer lokalt, i anslutning till fiskrika sjöar eller nära havet koloniliknande koncentrationer där flera par häckar intill varandra, och det blir ofta stridigheter mellan paren. Paret bygger tillsammans boet som är en grund urgröpning i marken (eller sällsynt byggt som en plattform av lera och växtdelar) som fodras med växtdelar och ibland med ett fåtal fjädrar. Boet placeras inom en halvmeter från ett mindre vattendrag. 

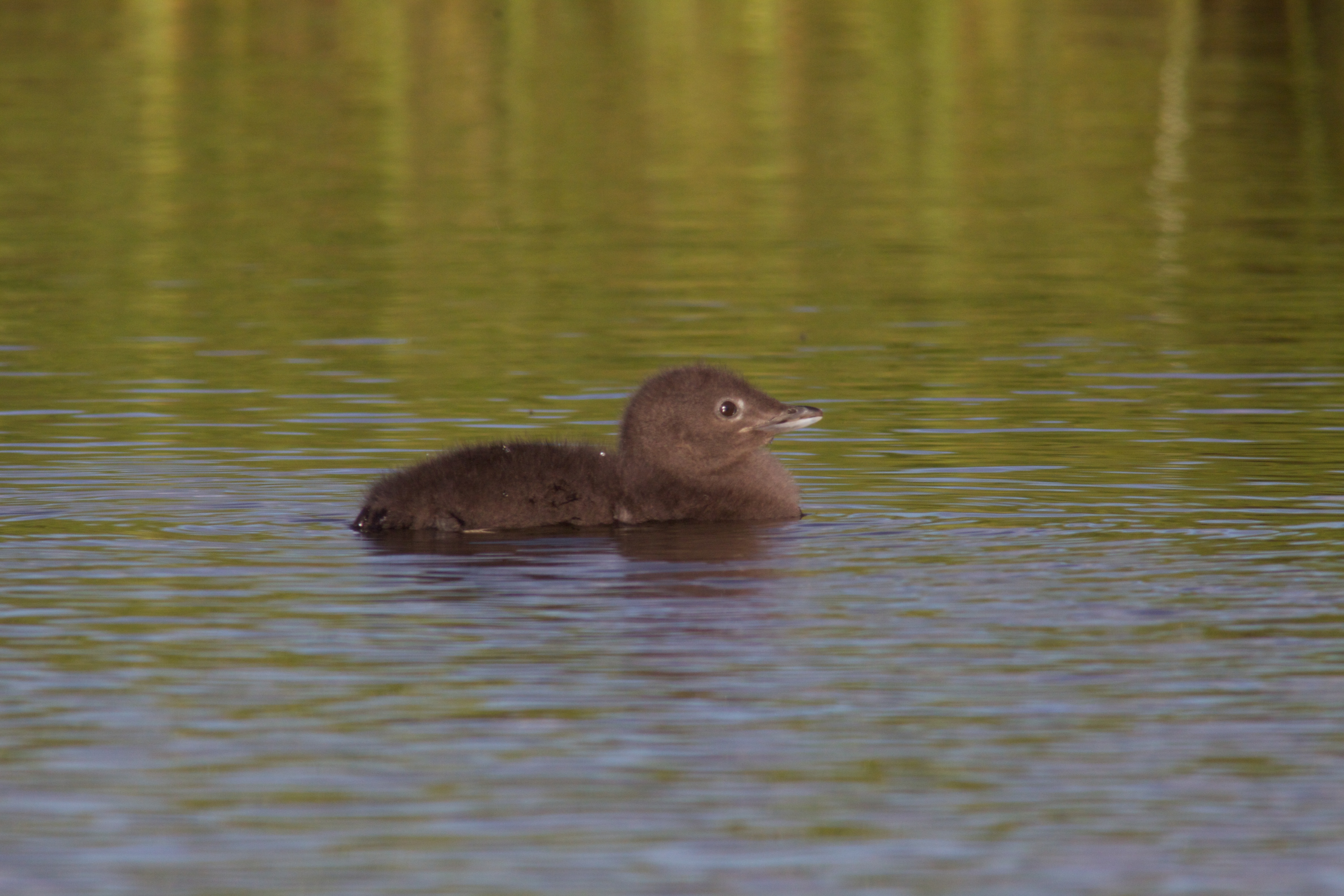
Mycket unga fåglar är täckta med mörkbruna eller grå dunfjädrar.

Honan lägger som oftast två ägg, men kullar med 1–3 ägg har rapporterats, och dessa ruvas i 24–29 dygn, främst av honan. Äggen är grönaktiga till olivbruna med svarta fläckar och mäter 75×46 millimeter och väger i genomsnitt 83 gram, varav 8 procent utgörs av skalet. Ruvningen påbörjas så fort det första ägget är lagt, vilket resulterar i att äggen kläcks vid olika tillfällen. Ungarna är borymmare när de kläcks och har duniga fjäderdräkter, öppna ögon och kan mer eller mindre direkt förflytta sig. 
Ungarna matas sedan i ungefär 38–48 dagar. Om det är ont om föda slåss ungarna intensivt, och ofta överlever bara en unge. Även efter att ungen är flygfärdig kan föräldrarna fortsätta att mata sina ungar. Vid fara försöker den ruvande föräldern på olika sätt lura iväg den eventuella predatorn bort från äggen eller ungarna. Ibland spelar den död med utsträckt hals för att sedan snabbt skjuta ut sig i vattnet, dyka och sedan komma upp till ytan långt bort från boet. Störda fåglar kan dra sig till en angränsande sjö och ligga och locka på ungarna. Ungarna kan då genom att jämfotahoppa ta sig flera hundra meter över land, till den nya sjön.

## Smålommen och människan

### Hot och status
De främsta hoten mot den globala populationen under häckningstid utgörs av förändrade vattennivåer under häckning, försurade häckningsvatten, tungmetallsförgiftning och avskogning av häckningshabitat. Människan utgör även ett hot med sina olika former av rekreationsaktiviteter eftersom lommen överger sina bon vid kraftig störning. Under vintern är den mycket utsatt för oljespill, speciellt i områden där stora flockar samlas. Ett annat hot under vintern är vindparker ute till havs eftersom de är mycket känsliga för denna typ av störningar. De fastnar och drunknar även i fiskenät. Ett möjligt hot är också ett större utbrott av fågelinfluensa.

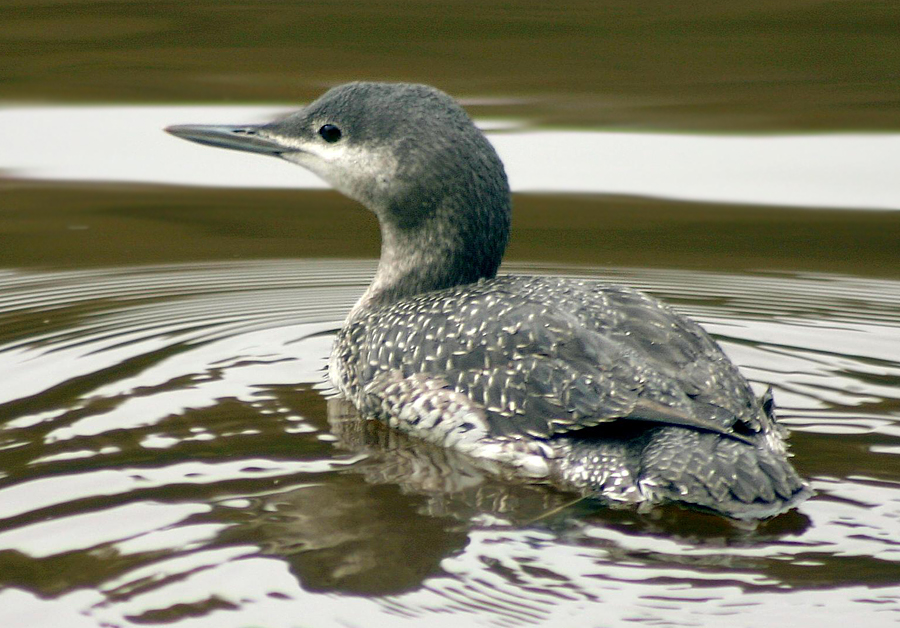
Juvenila har mörkare hals och färre fläckar på ryggen än adulta.

Smålommen har ett mycket stort utbredningsområde och dess population är också mycket stor. Den globala populationen uppskattas till 200 000–590 000 individer. Populationstrenden är negativ men nedgången är inte så kraftig att den anses som hotad. På grund av detta kategoriserar IUCN arten som livskraftig (LC).

#### Status i Sverige
Smålommen är en fåtalig fågelart i Sverige med ett uppskattat bestånd på cirka 3 200 häckande individer. I södra och mellersta Sverige visar sjönamn som "Lomtjärn" eller "Lomgölen" att arten säkerligen var vanligare förr i tiden. Denna tillbakagång verkar dock ha avstannat och resultat från den svenska fågeltaxeringen antyder en ökning sedan omkring 1990 i norra och mellersta Sverige men fortsatt nedgång i södra delen av landet. Studier från Projekt Lom visar dock på en långsiktigt försämrad reproduktion. Arten upptas på Artdatabankens rödlista som nära hotad.

### Namn
Släktnamnet Gavia är latin och betyder "havsmås" eller bara "mås", och användes av den romerska naturforskaren Plinius den äldre. Artepitetet stellata är latin och betyder ungefär "stjärnbeströdd" eller "försedd med stjärnor" och refererar till den ljusprickiga ryggen som fågeln har i sin vinterdräkt. Det svenska trivialnamnet lom, eller det gammalnorska lómr, tror man är ursprunget till exempelvis det engelska loon, och härstammar från ordet "lam" och refererar förmodligen till lommarnas klumpiga sätt att ta sig fram på marken. Det kan också ha att göra med lom som i lomhörd, skrik-hörd, alltså fågeln som skriker högt. Äldre folkliga och dialektala namn på smålom har varit "luma" i Hälsingland, "tjärnlom" och "pärllom" i Småland, och "grålom" i Södermanland.

### Som nyttodjur
Smålommen har använts som födokälla sedan förhistorisk tid och jagas än idag, både för kött och ägg, av ursprungsbefolkningar i vissa delar av världen. Även skinnet har använts eftersom det är vattenavstötande. Exempelvis vet man att det förr användes i Floda i Dalarna i Sverige till locken på ryggsäckar och axelväskor, och traditionellt har det i Ryssland använts till kepsar, kragar och andra kläddetaljer.

### Folktro
Smålommen har varit en central gestalt inom skapelseberättelser hos många olika grupper runt om i Holarktis. Enligt myten, vars versioner inte skiftar nämnvärt, trots stora geografiska avstånd, ombads lommen av en stor schaman att hämta upp jord från havets botten. Denna jord blev sedan grunden till alla landmassor. Jakuterna berättar en liknande, men något annorlunda myt. När Gudsmodern beslöt sig för att skapa jorden skapade hon först lommen Gagare och anden Ulunkus. Dessa beordrades att dyka ned till havets botten för att hämta upp jord. Först upp med jord i näbben kom anden. Först så småningom kom lommen och beklagade sig över att han inte lyckats finna någon jord. Men Gudsmodern blev förgrymmad när hon såg att lommen lurades och hade jord i näbben. För detta straffade hon lommen genom att låta den stanna i vattnet för evigt för att leva av vad den fann i dyn. Andens jord lät hon istället värma i solen och av denna jord uppstod fast mark som hon lät anden beträda. Tron att lommen lever hela sitt liv i vattnet är utbredd. I Söndmöre i Norge sade man att den hade sitt rede på havsbotten och att den bara kom upp på land sista söndagen före jul som därför kallades för Lomsöndagen. Det finns också en mängd olika myter om hur lommen fick sina konstiga fötter.
Länge har lommen ansetts kunna förutspå väder och stormar. I delar av Storbritannien har man sagt att om lommen flyger över land blir det fint väder, men flyger den över havet blir det regn. Liknande berättelser om lommens möjligheter att spå väder finns även i Sverige. I exempelvis Hjersås i Skåne sades det att om lommen flyger norrut kan göingen förvänta sig att få flod på sina ängar, men flyger den åt söder blir det torka. I Norrland har man istället sagt att om lommen flyger över isen om våren kommer det födas osedvanligt många oäktingar.

### Inom kulturen
Smålommen är Värmlands landskapsfågel. Bhutan, Japan och Unionen Komorerna har gett ut frimärken med motiv av smålom.